# Stiphodon imperiorientis
Stiphodon imperiorientis är en fiskart som beskrevs av Watson och Chen, 1998. Stiphodon imperiorientis ingår i släktet Stiphodon och familjen smörbultsfiskar. IUCN kategoriserar arten globalt som sårbar. Inga underarter finns listade i Catalogue of Life.